# الیور تورس
الیور تورس مونیوز (اسپانیایی: Óliver Torres Muñoz‎؛ زادهٔ ۱۰ نوامبر ۱۹۹۴) بازیکن فوتبال اهل اسپانیا است که در پست هافبک برای سویا در لالیگا بازی می‌کند.
وی که سابقهٔ بازی در ویارئال نیز دارد، به رده‌های سنی تیم ملی اسپانیا نیز دعوت شده‌است و به همراه تیم ملی زیر ۲۰ سال فوتبال اسپانیا در جام جهانی ۲۰۱۳ ترکیه حضور داشته‌است.

## افتخارات

### باشگاهی
اتلتیکو مادرید
- لا لیگا: ۲۰۱۳–۱۴
- کوپا دل ری: ۲۰۱۲–۱۳
- سوپر جام فوتبال اسپانیا نایب قهرمان: ۲۰۱۳
- لیگ قهرمانان اروپا نایب قهرمان: ۱۴–۲۰۱۳, ۱۶–۲۰۱۵

پورتو
- لیگ برتر فوتبال پرتغال: 2017–18[۱]
- سوپر جام فوتبال پرتغال: ۲۰۱۸[۲]

سویا
- لیگ اروپا: ۲۰–۲۰۱۹[۳]

### ملی
اسپانیا زیر ۱۹ سال
- UEFA European Under-19 Championship: ۲۰۱۲

### انفرادی
- UEFA European Under-19 Championship تیم منتخب مسابقات: ۲۰۱۲[۴]